# 巧克力博物馆
巧克力博物馆（西班牙语：Museu de la Xocolata，Museo del Chocolate）是西班牙巴塞罗那的一个私营博物馆，由巴塞罗那糕点制造商协会（Gremio de Pastelería de Barcelona）拥有。
巧克力博物馆于2000年开业，位于旧城区里贝拉社区的商业街（Calle Comercio）36号, 一处旧营房的原址。
其中许多陈列品都是巧克力雕塑，包括圣家堂、巴特略之家和阿马特耶之家等巴塞罗那各著名建筑的模型，以及各种故事插图。